# 1970-es labdarúgó-világbajnokság-selejtező (UEFA – 4. csoport)
Az 1970-es labdarúgó-világbajnokság európai 4. selejtezőcsoportjának mérkőzéseit, és a csoport végeredményét tartalmazó lapja. A csoportban körmérkőzéses, oda-visszavágós rendszerben játszottak egymással a labdarúgó-válogatottak. A selejtezőket 1968. október 23. és 1969. november 16. között rendezték. A csoport győztese automatikus résztvevője lett az 1970-es labdarúgó-világbajnokságnak.
A csoportban Észak-Írország, a Szovjetunió és Törökország szerepelt.
A Szovjetunió jutott ki az 1970-es világbajnokságra.

## Tabella
| Hely. | Csapat         | M | Gy | D | V | G+ | G– | Gk  | P | Továbbjutás                          |     | Szovjetunió | Észak-Írország | Törökország |
| ----- | -------------- | - | -- | - | - | -- | -- | --- | - | ------------------------------------ | --- | ----------- | -------------- | ----------- |
| 1.    | Szovjetunió    | 4 | 3  | 1 | 0 | 8  | 1  | +7  | 7 | Kijutott az 1970-es világbajnokságra |     | —           | 2–0            | 3–0         |
| 2.    | Észak-Írország | 4 | 2  | 1 | 1 | 7  | 3  | +4  | 5 |                                      |     | 0–0         | —              | 4–1         |
| 3.    | Törökország    | 4 | 0  | 0 | 4 | 2  | 13 | −11 | 0 |                                      | 1–3 | 0–3         | —              |             |

## Mérkőzések
| 1968. október 23. |

| Észak-Írország                                | 4–1         | Törökország |
| --------------------------------------------- | ----------- | ----------- |
| Best 31' McMordie 47' Dougan 65' Campbell 76' | Jegyzőkönyv | Ogün 9'     |

| Windsor Park, Belfast Nézőszám: 38 363 Játékvezető: Wim Schalks (holland) |

| 1968. december 11. |

| Törökország | 0–3         | Észak-Írország               |
| ----------- | ----------- | ---------------------------- |
|             | Jegyzőkönyv | Harkin 36' 87' Nicholson 63' |

| Mithat Paşa Stadion, Isztambul Nézőszám: 19 110 Játékvezető: Zanlin Ben Ghanif (algériai) |

| 1969. szeptember 10. |

| Észak-Írország | 0–0         | Szovjetunió |
| -------------- | ----------- | ----------- |
|                | Jegyzőkönyv |             |

| Windsor Park, Belfast Nézőszám: 36 000 Játékvezető: Michel Kitabdjian (francia) |

| 1969. október 15. |

| Szovjetunió             | 3–0         | Törökország |
| ----------------------- | ----------- | ----------- |
| Muntyan 43' Nogyija 62' | Jegyzőkönyv |             |

| Olimpiai Stadion, Kijev Nézőszám: 90 000 Játékvezető: Bertil Lööw (svéd) |

| 1969. október 22. |

| Szovjetunió             | 2–0         | Észak-Írország |
| ----------------------- | ----------- | -------------- |
| Nogyija 24' Bisovec 79' | Jegyzőkönyv |                |

| Lenin Stadion, Moszkva Nézőszám: 103 000 Játékvezető: Rudolf Scheurer (svájci) |

| 1969. november 16. |

| Törökország | 1–3         | Szovjetunió                     |
| ----------- | ----------- | ------------------------------- |
| Ender 24'   | Jegyzőkönyv | Aszatiani 3' 60' Hmelnickij 34' |

| Ali Sami Yen Stadion, Isztambul Nézőszám: 45 000 Játékvezető: Ferdinand Marschall (osztrák) |